# Тайфу
Тайфу (кит.: 太傅; піньїнь: tàifù) — чиновник в Китаї часів династії Хань. Радник і наставник імператора в питаннях моралі, справедливості, благочестя.